# Famille Amati
Cette page explique l’histoire ou répertorie les différents membres de la famille Amati.
Pour les articles homonymes, voir Amati.
La famille Amati est une illustre famille de luthiers italiens, dont cinq membres sont à l'origine entre 1520 et 1740 du renom de Crémone comme centre italien de la lutherie.

## Membres
Ce sont :
- Andrea Amati (v. 1505/1510-1577), fils d'une riche famille patricienne commença la tradition de la lutherie. Il utilisait des bois de meilleure qualité que ses collègues et commença de changer la forme de la viole de gambe vers la forme actuelle du violon (voir violon baroque) ;
- ses fils Antonio Amati (1540-1638) et Girolamo Amati (1561-1630) ont continué le travail de leur père ;
- Niccolò Amati (1596-1684), fils de Girolamo Amati, fut le membre le plus illustre de la famille ;
- Girolamo II Amati (1649-1740), fils de Niccolò Amati. Il a créé de bons instruments, mais moins bons que ceux de son compagnon d'apprentissage Antonio Stradivari.

(erreurs fréquentes sur les dates cf pages de discussion du fichier.)

## Honneurs
- (19183) Amati, astéroïde nommé en l'honneur de la famille[1].

## Pour approfondir